# 米 (映画)
『米』（こめ）は、1957年（昭和32年）3月4日公開の日本映画である。東映製作・配給。監督は今井正。カラー、スタンダード、118分。
封建的な因習の残る農村の人間たちの生活を、霞ヶ浦の美しい田園風景と共に描いた、今井正監督の初のカラー映画。第31回キネマ旬報ベスト・テン日本映画第1位。

## スタッフ
- 監督：今井正
- 製作：大川博
- 企画：マキノ光雄、本田延三郎、吉野誠一
- 脚本・原作：八木保太郎
- 撮影：中尾駿一郎
- 音楽：芥川也寸志
- 美術：進藤誠吾
- 照明：元持秀雄
- 録音：岩田広一
- 編集：長沢嘉樹
- 助監督：鷹森立一
- 舞踊指導：花柳徳兵衛

## キャスト
- 田村次男：江原真二郎
- 安田千代：中村雅子   ※  望月優子の実妹
- 安田よね：望月優子
- 仙吉：木村功
- 田村よしの：中原ひとみ
- 定子：岡田敏子
- 田村栄吉：南原伸二
- 田村とめ子：藤里まゆみ
- 安田竹造：加藤嘉
- 問屋の親方：杉狂児
- 太田松之助：山形勲
- はえ縄の作造：花沢徳衛
- 監視船の係員：須藤健
- 五郎：清村耕次
- 笹浸しの漁夫：織本順吉
- 田村うめ：原泉
- 警官：陶隆
- 村の農婦：戸田春子
- 若い漁師：岡部正純、潮健児
- 武：梅津栄
- 隣の女房：山本緑
- 農民：望月伸光

## 製作
本作は、内田吐夢監督の『土』の現代版を撮りたいとマキノ光雄が企画した。脚本は『土』でも脚本を執筆した農家出身の八木保太郎が担当した。霞ヶ浦の出島で約半年間、俳優やスタッフが合宿して撮影した。
潮健児は、ラストシーンの収録に、船の帆の貼り具合や船の位置、果ては雲の位置までを気にするあまり1週間かかったと、自伝で語っている。

## 受賞
- 第31回キネマ旬報ベスト・テン 第1位、監督賞
- 第12回毎日映画コンクール 日本映画大賞、監督賞、録音賞
- 第8回ブルーリボン賞 作品賞、監督賞、企画賞（マキノ光雄）、主演女優賞（望月優子）
- 第11回日本映画技術賞（岩田広一）[3]